# 50-й полк НГ (Україна)
50-й полк імені полковника Семена Височана (50 П, в/ч 1241) — підрозділ у складі Західного оперативно-територіального об'єднання Національної гвардії України. Дислокується переважно в Івано-Франківську, має підрозділи в Калуші та Чернівцях.

## Історія
Наказом командувача НГУ від 26 червня 1993 року було створено 12-й окремий батальйон НГУ (в/ч 1241) з місцем дислокації в Івано-Франківську, що увійшов до складу 5-ї Західної дивізії. Військова частина розмістилася на території Івано-Франківського обласного військового комісаріату, а на початку 1998 року вона перемістилася в казарми колишнього будівельного батальйону.
В 1996 році переформований в 24 полк НГУ — складався з двох батальйонів: мотострілецького (Івано-Франківськ) та механізованого (Калуш). Військовослужбовці механізованого батальйону виконували завдання на кордоні з Молдовою.
В 1998 році переформований в 24 окремий батальйон НГУ, при цьому калушський батальйон став окремою інженерно-саперною ротою 5-ї дивізії НГУ, а частина особового складу пішла на доукомплектування частин 7-ї дивізії НГУ; потім перейменований в 24 окремий батальйон спеціального призначення НГУ. В 1999 році переданий до складу Внутрішніх військ МВС України.
В червні 2001 року особовий склад батальйону залучався на охорону громадського порядку під час візиту Глави держави Ватикан Папи Римського Іоана Павла ІІ в Львові.
В червні 2002 року до складу батальйону було введено 5-ту стрілецьку роту по конвоюванню засуджених та підсудних з дислокацією у м.Чернівці (передана із військової частини 3053 м. Хмельницького).
В листопаді — грудні 2004 особовий склад частини забезпечував громадський порядок в Києві під час виборів Президента України.
З травня по липень 2006 року військовослужбовці брали участь у спецоперації «Сирена» по затриманню особливо небезпечних злочинців у місті Тисмениця та селі Поляниця Івано-Франківської області.
Також в грудні 2006 — липні 2007 років особовий склад частини залучався в операції «Кордон» у Чернівецькій області, де забезпечував пропускний режим в прикордонній зоні з Румунією та не допускав перетину через кордон контрабандних товарів, проводив спецоперації по пошуку злочинців.
В липні 2008 року особовий склад частини виконував завдання по ліквідації наслідків повені в Івано-Франківській та Чернівецькій областях.
В 2014 році, вже як 50-й полк, підрозділ увійшов до складу наново створеної Національної гвардії України. Залучається до антитерористичної операції на сході України.
Літом 2017-го загинув підполковник Олександр Бойко — певний час вважався зниклим безвісти; загинув 3 червня під Попасною, тіло знайдене в 10-х числах серпня.
25 березня 2025 року 50 полк імені полковника Семена Височана Національної гвардії України указом Президента України Володимира Зеленського відзначений почесною відзнакою «За мужність та відвагу».

## Структура
До складу 50-го полку зокрема входять:
- 4-й батальйон оперативного призначення «Крук» (Івано-Франківськ)
- 3-тя патрульна рота (Калуш)[5]
- рота оперативного призначення (резервна рота), 2016 рік[6]
- 1-ша стрілецька рота
- окрема гірсько-патрульна рота, 2016 рік[6]
- окрема гірсько-патрульна рота, 2017 рік[7]

## Командування
- полковник Ігор Курач
- полковник Роман Науменко (2017)
- полковник Вадим Ліневський

## Втрати
- Редькин Віктор Миколайович, лейтенант, командир роти, загинув 1 листопада 2014 року.
- Логунов Роман Васильович з позивним «Мер», молодший сержант, загинув 6 вересня 2015 року[8].

### 2023
- Тимофійчук Андрій. 27 листопада 1993, с. Троїця. Загинув 29 березня 2023 під час мінометного обстрілу поблизу села Шипилівка Луганської області[9].
- Сполович Роман Степанович. 5 вересня 1986, с. Пуків. Загинув 30 березня 2023 в районі села Шипилівка Луганської області під час мінометного обстрілу[10]